# Аббасов, Гаджи Ага Муталиб оглы
Гаджи Ага Муталиб оглы Аббасов (азерб. Hacıağa Mütəllim oğlu Abbasov; 16 июня 1888 — 7 мая 1975) — азербайджанский советский актёр, театральный деятель. Народный артист Азербайджанской ССР (1932).

## Биография
Гаджи Ага Муталиб оглы Аббасов родился 16 июня 1888 года в селе Маштага.
Дебютировал в 1905 в роли Молла Ибрагима Халила в комедии М. Ф. Ахундова «Молла Ибрагим Халил, алхимик, обладатель философского камня». Играл в различных азербайджанских труппах, в комедийных и бытовых ролях.
После установления Советской власти участвовал в организации Бакинского сатир-агиттеатра, которым руководил в 1921—1924 годы. Был одним из первых деятелей союза «Рабис» (1921). В 1925—1929 годах был директором и актёром Театра имени Дадаша Буниятзаде в Баку. В 1930—1937 годы — директор театрального техникума.
Автор одноактных пьес и водевилей («Молла Панах Вагиф», «Завоевание Баку»).
В 1974 году награждён Почётной грамотой Президиума Верховного Совета Азербайджанской ССР.
Скончался 7 мая 1975 года. Похоронен на II Аллее почётного захоронения в Баку.

## Роли
- Гаджи Гамбар, купец-самодур, в комедии Везирова «Из-под дождя, да в ливень»,
- Расул в пьесе Нариманова «Бахадур и Сона»
- Шамдан-бек в комедии Нариманова «Шамдан-бек, или горе от языка»
- Шейх Насрулла в комедии Мамедкулизаде «Мертвецы». По словам музыковеда Кубада Касимова эту роль Аббасов играл «особенно ярко и выразительно»[3].